# Héctor Aguer
Héctor Rubén Aguer (ur. 24 maja 1943 w Buenos Aires) – argentyński duchowny katolicki, arcybiskup La Platy w latach 2000–2018.

## Życiorys
Święcenia kapłańskie otrzymał 25 listopada 1972.

## Episkopat
26 lutego 1992 papież Jan Paweł II mianował go biskupem pomocniczym archidiecezji Buenos Aires, ze stolicą tytularną Lamdia. Sakry biskupiej udzielił mu 4 kwietnia 1992 kardynał Antonio Quarracino.
26 czerwca 1998 Jan Paweł II mianował go arcybiskupem koadiutorem La Platy. 12 czerwca 2000 po przejściu na emeryturę poprzednika objął rządy w archidiecezji.
2 czerwca 2018 przeszedł na emeryturę.